# Saint-Vallier, Drôme
Saint-Vallier je naselje in občina v jugovzhodnem francoskem departmaju Drôme regije Rona-Alpe. Leta 2007 je naselje imelo 4.010 prebivalcev.

## Geografija
Kraj leži v pokrajini Daufineji ob reki Roni in njenem levem pritoku Galaure, 32 km severno od Valence.

## Uprava
Saint-Vallier je sedež istoimenskega kantona, v katerega so poleg njegove vključene še občine Albon, Andancette, Anneyron, Beausemblant, Châteauneuf-de-Galaure, Claveyson, Fay-le-Clos, Laveyron, La Motte-de-Galaure, Mureils, Ponsas, Ratières, Saint-Avit, Saint-Barthélemy-de-Vals, Saint-Martin-d'Août, Saint-Rambert-d'Albon in Saint-Uze s 26.210 prebivalci.
Kanton Saint-Vallier je sestavni del okrožja Valence.

## Zanimivosti
- Château de Diane de Poitiers iz 15. stoletja,
- cerkev sv. Valerija.